# Estadio Carlos Alberto Tamayo
El estadio Carlos Alberto Tamayo es un estadio utilizado para la práctica del fútbol. Está ubicado en la ciudad de Salcedo, provincia de Cotopaxi. Fue inaugurado en el 2000. Tiene capacidad para 8000 espectadores.
Desempeña un importante papel en el fútbol local, ya que los clubes de Cotopaxi como la Universidad Técnica de Cotopaxi hizo de local en este escenario deportivo, que participó en el Campeonato Nacional de Fútbol Serie B 2013.
En ocasiones esporádicas lo utilizó el Técnico Universitario de Ambato.
El estadio es sede de distintos eventos deportivos a nivel local, ya que también es usado para los campeonatos escolares de fútbol que se desarrollan en la ciudad en las distintas categorías, también puede ser usado para campeonatos de segunda categoría de Cotopaxi.
- Datos: Q16303208